# 国井淳一
国井 淳一（國井、くにい じゅんいち、1902年（明治35年）9月7日 – 1974年（昭和49年）10月29日）は、昭和期の詩人、農民運動家、政治家。参議院議員、栃木県那須郡親園村長。

## 経歴
栃木県那須郡親園村（現大田原市親園）出身。1924年（大正13年）東洋大学文化学科を卒業した。その後、上智大学哲学科を中退。
1925年（大正14年）本所キリスト教産業青年会内産業学院主事に就任。この頃、白鳥省吾に師事し、『日本詩人』、『地上楽園』、『詩神』、『北方詩人』などに農民詩を発表した。1934年（昭和9年）親園村長に就任し1期在任した。また、農民青年運動を指導し全国農村青年連盟委員長となった。
1947年（昭和22年）4月の第1回参議院議員通常選挙に全国区から無所属で出馬して次点であったが、膳桂之助が公職追放で当選を辞退したため当選者となり（補欠、任期3年）、国民民主党に所属し参議院議員に1期在任した。その後、1950年（昭和25年）6月の第2回通常選挙に栃木県地方区から立候補したが落選した。1955年（昭和30年）1月の第1回大田原市長選挙にも立候補したが、益子万吉に敗れた。
その他、産業新聞社副社長、東洋大学理事長などを務めた。
1974年（昭和49年）10月29日死去、72歳。死没日をもって勲四等旭日小綬章追贈、従五位に叙される。

## 著書
- 『雑草に埋もれつゝ：国井淳一第二詩集』大地舎、1929年。